# John J. Furlow
John J. Furlow ( 1942 – ) es un botánico, y curador estadounidense.

## Algunas publicaciones

### Libros
- john j. Furlow, richard s. Mitchell. 1990. Contributions to a Flora of New York State: Betulaceae Through Cactaceae of New York State. N.º 476 de Bulletin Series. Ed. New York State Museum. 93 pp. ISBN 1555571948

- 1979. The systematics of the American species of Alnus (Betulaceae). 121 pp.

- La abreviatura «Furlow» se emplea para indicar a John J. Furlow como autoridad en la descripción y clasificación científica de los vegetales.[1]